# アセチルシステイン
アセチルシステインはN-アセチルシステインやN-アセチル-L-システイン(NAC)とも呼ばれ、グルタチオンの前駆体である。去痰薬として慢性閉塞性肺疾患など多量粘液分泌の治療や、パラセタモール（アセトアミノフェン）の過剰摂取の解毒に使用されてきた。
世界保健機関の必須医薬品のひとつ。日本での製品は、吸入にムコフィリン、内服にアセチルシステイン内用液「あゆみ」がある。

## 適応
- 内用液 -- アセトアミノフェン過量摂取時の解毒
- 吸入液 -- 
  - 下記疾患の去痰 - 慢性気管支炎、肺気腫、肺化膿症、肺炎、気管支拡張症、肺結核、のう胞性線維症、気管支喘息、上気道炎（咽頭炎、喉頭炎）、術後肺合併症
  - 下記における前後処置 - 気管支造影、気管支鏡検査、肺癌の細胞診、気管切開術

### 他
肝障害に用いられることもある。

## 薬理
去痰薬として
痰の主成分であるムチンのペプチド鎖を互いにつなげているジスルフィド結合を切断することで、痰を溶解する。
アセトアミノフェン過剰摂取時の解毒薬として
アセトアミノフェンは、経口投与後速やかに消化管から吸収される。門脈から肝臓へ運ばれたアセトアミノフェンは、グルクロン酸抱合体(49～54％)と硫酸抱合体(28～33％)へと代謝され、2～3％は代謝されずアセトアミノフェンとして存在する。約15％はシトクロムP450による代謝経路に入り、代謝産物としてN-アセチル-p-ベンゾキノンイミン(NAPQI)及び3-ヒドロキシアセトアミノフェンを生じる。アセトアミノフェン中毒における肝障害や腎障害は、NAPQIが引き起こすとされている。NAPQIはグルタチオン抱合反応によって代謝され、メルカプツール酸として尿中に排泄されるが、アセトアミノフェンの大量服用によってNAPQIが過剰産生されると、グルタチオンが枯渇するとされている。アセチルシステインはグルタチオンの前駆物質であり、グルタチオンを補給する。

## 副作用
経口摂取の際によくみられる副作用は、吐き気や嘔吐で、皮膚に赤みや痒みが出ることもある。また、非免疫性のアナフィラキシーを発症する場合もある。妊娠中に摂取しても安全とみられる。グルタチオンレベルを増加させ、パラセタモールの毒性分解生成物と結合することで効果がある。

## 商品

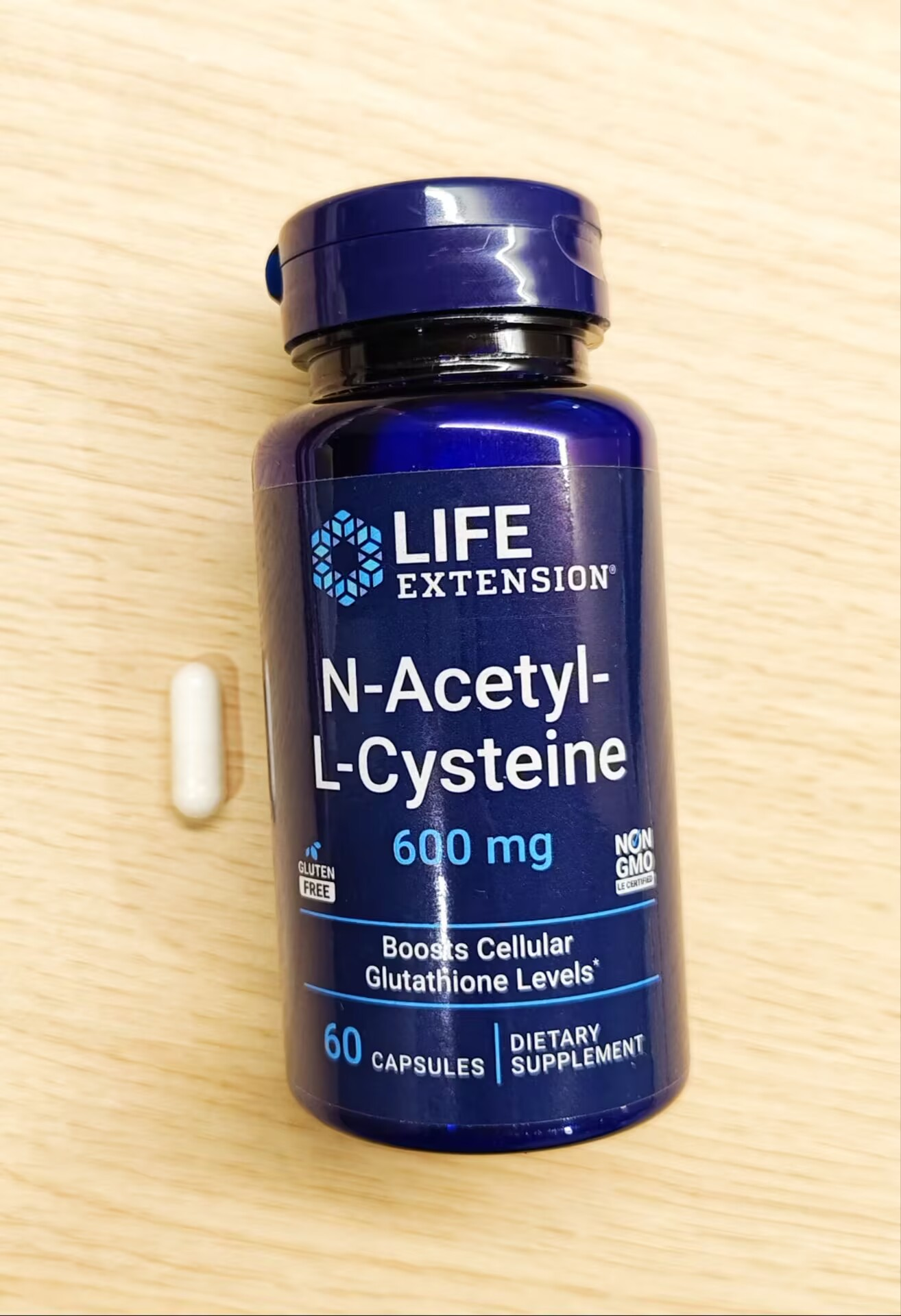
栄養補助食品会社ライフエクステンションが販売するアセチルシステインカプセル

静脈注射や経口で摂取、またはミスト状で吸収することができる。日本での商品は、吸入にムコフィリンがエーザイの販売により、内服にアセチルシステイン内用液17.6%「あゆみ」があゆみ製薬製造販売である。
ジェネリック医薬品として入手でき、価格はそれほど高くはない。

## 歴史
アセチルシステインは、1960年に最初に特許が取得され、1968年に使用が許可された。
アセチルシステインはグルタチオンの抗酸化前駆体であり、グルタチオンは主要な内因性抗酸化物質で、アセチルシステインはグルタチオンの濃度を上昇させるために用いられ臨床的にもこのことは確立されている
。パラセタモール（アセトアミノフェン）の過剰摂取の治癒や、嚢胞性線維症や慢性閉塞性肺疾患などにみられる多量の粘液分泌の緩和に使用されてきた。
アルツハイマー病 への有効性や、精神医学の分野では、薬物依存症、強迫性障害、統合失調症において研究が行われているが、正確な用量は確立されずまだ途上である。